# The Shadow Matrix
The Shadow Matrix este un roman științifico-fantastic (de fantezie științifică) din 1997 al scriitoarei americane Marion Zimmer Bradley scris împreună cu Adrienne Martine-Barnes. 
Face parte din Seria Darkover care are loc pe planeta fictivă Darkover din sistemul stelar fictiv al unei gigante roșii denumită Cottman. Planeta este dominată de ghețari care acoperă cea mai mare parte a suprafeței sale. Zona locuibilă se află la doar câteva grade nord de ecuator.
Romanul ar fi fost prima dată publicat cu copertă dură de DAW Books în 1996.

## Vezi și
- 1997 în științifico-fantastic